# Ромеро Перейра, Томас
Томас Ромеро Перейра (исп. Tomás Romero Pereira; 4 октября 1886 — 12 августа 1982) — временный президент Парагвая в 1954 году, после переворота, совершенного генералом Альфредо Стресснером против президента Федерико Чавеса.

## Биография
Родился в городе Энкарнасьон, в семье Эмилио Ромеро и Розы Изабель Перейры.
Он окончил с золотой медалью Национальный колледж столицы и продолжил учебу в Военной академии в Буэнос-Айресе. Позже изучал архитектуру в Университете Ла-Платы, а также повышал квалификацию в Париже, Франция.
Ромеро был членом партии Колорадо, а также послом Парагвая во Франции. По возвращении Ромеро из Франции правительство находилось под контролем оппонентов «колорадос» — Либеральной партии. Чакская война (1932—1935) на время прекратила разногласия в политической сфере, что позволило президенту Эусебио Айяле консолидировать ресурсы страны для победы в войне. Тогдашний командующий армией Парагвая Хосе Феликс Эстигаррибия назначил Ромеро начальником разведки штаба.
В начале 1950-х годов Ромеро вновь стал главой своей партии. После свержения президента Федерико Чавеса 4 мая 1954 года в результате военного переворота во главе с Альфредо Стресснером, земляком Ромеро, в течение 4 дней страна пребывала без президента, пока шли интенсивные политические переговоры. Наконец, в результате компромисса между армией и гражданскими Ромеро Перейра принял на себя полномочия как временный президент до ближайших выборов. Его мандат истек 15 августа 1954 года, когда он передал власть избранному президенту, Альфредо Стресснеру. Занимал при Стресснере различные министерские посты, в т.ч. главы МВД (в 1956 заменён Эдгаром Инсфраном).